# Candoia carinata
Candoia carinata là một loài rắn trong họ Boidae. Loài này được Schneider mô tả khoa học đầu tiên năm 1801.